# Carl Gustaf Skytte
Carl Gustaf Skytte (* 12. Dezember 1647; † 11. Juni 1717 in Malmö) war ein schwedischer Offizier im Großen Nordischen Krieg.

## Leben
Er trat in den Militärdienst in das Kronobergregiment ein und bekleidete 1668 den Rang eines Fähnrichs. Am 10. August 1671 wurde Skytte zum Leutnant ernannt. 1676 erfolgte die Beförderung zum Oberleutnant. Skytte nahm an den Kämpfen in den 1670er Jahren (Schonischer Krieg) teil und war unter anderem Kommandant von Kristianstad und Landskrona. Skytte war im französischen Kriegsdienst, wo er den Grad des Majors erreichte, den er behielt, als er in den schwedischen Dienst ging. 1697 wurde er zum zweiten Bataillonskommandeur und Kommandeur von Tartu ernannt. Er führte im Großen Nordischen Krieg die Verteidigung von Tartu, das von russischen Truppen in der Nacht vom 12. zum 13. Juli 1704 belagert und eingenommen wurde. Für zwei Perioden diente er als Vizegouverneur von Skåne von 1716 bis 1717. Im Jahr 1715 wurde Skytte Freiherr, aber er wurde nicht in den Riddarhuset eingeführt. Im folgenden Jahr wurde er zum General befördert. Sein Sterbehaus war das Schloss Råbelöv in Schonen.

## Angehörige
Carl Gustav war der Sohn von Bertil Skytte und Catharina Eva von Mörner. Er war der Ehemann von Anna Catharina Ulfeldt und der Bruder von Hans Skytte.